# ساي غرانت
ساي غرانت (بالإنجليزية: Cy Grant)‏ هو مغني ومحامي وملحن وممثل غياني، ولد في 8 نوفمبر 1919 في Beterverwagting ‏ في غيانا، وتوفي في 13 فبراير 2010 في لندن في المملكة المتحدة.

## أعمال

### مسلسلات
- كابتن سكارليت و ذا ميسترونس

## وصلات خارجية
- الموقع الرسمي
- ساي غرانت على موقع IMDb (الإنجليزية)
- ساي غرانت على موقع ألو سيني (الفرنسية)
- ساي غرانت على موقع ميوزك برينز (الإنجليزية)
- ساي غرانت على موقع أول موفي (الإنجليزية)
- ساي غرانت على موقع قاعدة بيانات الأفلام السويدية (السويدية)
- ساي غرانت على موقع ديسكوغز (الإنجليزية)
- ساي غرانت على موقع كينوبويسك (الروسية)